# 松本辰五郎
松本辰五郎（まつもと たつごろう、1861年-1955年）は、日本出身のメキシコの園芸家、造園家。ペルーとメキシコで庭園を設計した。日本からメキシコへの最初期の移民のひとりで、メキシコシティの街路樹としてジャカランダ（ハカランダ）を導入したことでも記憶されている。

## 経歴
東京で植木師としての研鑽を積んだ。1888年、24歳のときに日本政府によってペルーに派遣された。ペルーでは駐日大使だったオスカル・ヘーレンの有名な邸宅であるリマのキンタ・ヘーレン (es:Quinta Heeren) の中に日本庭園を設計した。辰五郎はペルーへの旅の途中、はじめてメキシコを訪れた。
リマで働いているとき、辰五郎はメキシコ人の裕福な地主であるホセ・ランデロ・イ・コスの面識を得た。ランデロはイダルゴ州パチューカ近郊のサンフアン・ウェヤパンにある自分のアシエンダに日本庭園を造るために辰五郎をメキシコに招いた。
メキシコに移住する決意を固めた辰五郎はいったん日本へ戻り、横浜港からサンフランシスコ経由でメキシコへ荷物を送った。自らもサンフランシスコへ行って荷物の到着を待った。辰五郎の孫のエルネストによれば、荷物は3か月かけて到着し、日本から送った植物は枯れてしまっていた。サンフランシスコに滞在している間、1894年の博覧会 (California Midwinter International Exposition of 1894) のためにゴールデン・ゲート・パークの中に日本庭園（現在のジャパニーズ・ティー・ガーデンの前身）を造ることをジョン・マクラーレンから依頼された。
1896年8月に辰五郎はメキシコに入国した。日本人が最初に集団でチアパス州に入植した榎本植民団のメキシコ到着が1897年なので、それより1年前のことになる。辰五郎は当時高級住宅街だったメキシコシティのコロニア・ローマの庭園の設計と管理の仕事を得た。また時の大統領であったポルフィリオ・ディアス夫妻と面識を持ち、当時チャプルテペク城にあった大統領の官邸の庭の設計と管理を行った。オプンティアばかりで木のないメキシコシティにおいて辰五郎は重用された。1910年には息子の三四郎がメキシコに到着し、辰五郎が得意でない経営管理を担当した。ふたりは種苗場を経営し、植物の輸入や品種改良を行った。同年9月のメキシコ独立百周年記念国際博覧会 (es:Centenario de la Independencia de México) では日本館の傍らに小さな池と日本庭園を設計した。
メキシコ革命後、メキシコシティの街路樹としてジャカランダを植えることをアルバロ・オブレゴン大統領に対して提言したが、このときは実現しなかった。
1930年にメキシコ大統領に就任したパスクアル・オルティス・ルビオは、かつて1912年に東京市長の尾崎行雄がワシントンD.C.に3000本の桜を送ったように、日本とメキシコの友好のしるしとしてメキシコシティにも桜を贈ることを打診した。日本の外務省は長年メキシコに住む松本辰五郎に相談したが、松本は桜の開花には冬から春にかけて大きな気温の変化が必要なため、メキシコシティには向かないと答え、そのかわりにブラジル原産で熱帯性のジャカランダを植えることを提言した。
大東亜戦争がはじまると、アメリカ合衆国はメキシコ国内の日本人を収容所に入れるように要求した。1942年、メキシコ政府は日本人をメキシコシティとグアダラハラの2つの町に集めるように命じたが、松本親子は政府との交渉の中心人物であった。また辰五郎は日系人の互助団体である共栄会(Comité de Ayuda Mutua)の中心的人物のひとりであり、200ヘクタールを越える広さをもつエル・バタン農場を移民の住居として提供した。またクエルナバカ近郊のアシエンダを購入して戦時中の食料の生産にあてた。
1955年に没した。94歳だった。

## その他
テレビ朝日系列の番組「陸海空 地球征服するなんて」の企画シリーズ「地球で1番有名な日本人ランキング」（2018-08-18放送）で、松本辰五郎がメキシコで有名な日本人の第9位にはいった。